# Alina Kashlinskaya
Alina Kashlinskaya (Moscú, 28 de octubre de 1993) es una ajedrecista rusa, que tiene el título de Gran Maestro Femenino desde 2009 y el de Maestro Internacional absoluto desde 2014. En el ranking de la Federación Internacional de Ajedrez (FIDE) de octubre de 2015 tenía un Elo de 2448 puntos, lo que la convertía en la jugadora número 11 (en activo) de Rusia y la número 35 del ranking mundial femenino. Su máximo Elo fue de 2453 puntos, en la lista de agosto de 2014 (posición 1520 en el ranking mundial absoluto).

## Resultados destacados en competición
En 2009 alcanzó el título de Gran Maestro Femenino (GMF) con solo quince años de edad, y se convirtió en la más joven GMF de Europa en ese momento. Ya dos años antes, en 2007, había sido la más joven Maestro Internacional Femenino de Europa. En 2013 fue tercera en el Campeonato del Mundo juvenil femenino, y participó en la final del Campeonato de Rusia femenino del mismo año, en que finalizó 9.ª (la campeona fue Valentina Gunina). También en 2013 se proclamó campeona de Rusia femenina juvenil. Se clasificó para el Campeonato del Mundo de ajedrez femenino de 2014 y en 2015 fue tercera en el Campeonato de Europa femenino disputado en Georgia (la campeona fue Natalia Zhukova). En abril de 2019 ganó el Campeonato  Europeo Individual femenino en Antalya (Turquía), con 8 puntos de 11, en ex aequo con Marie Sebag, Elisabeth Pahtz, Inna Gaponenko y Antoanella Stefanova.